# Ellery Queen

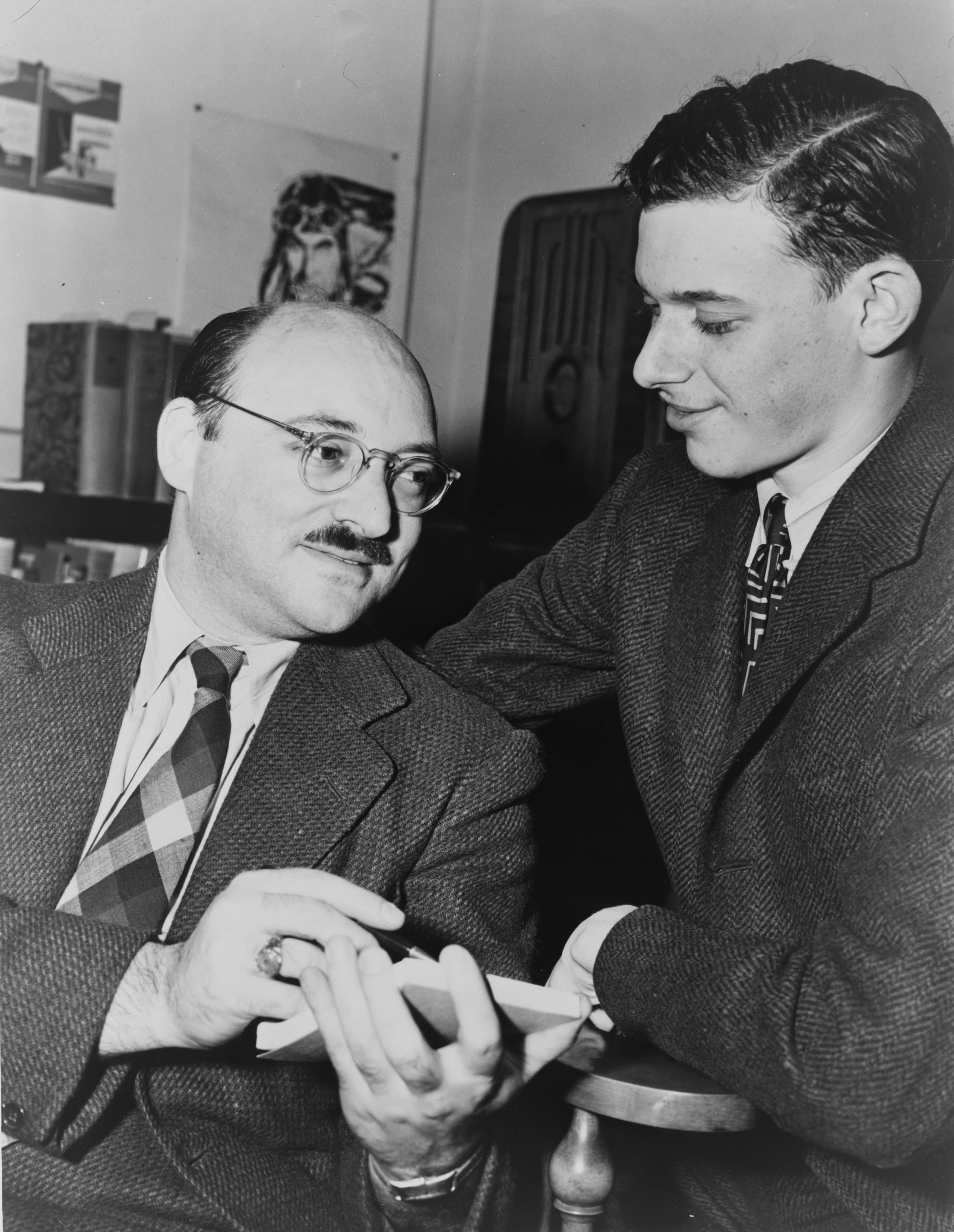
Frederic Dannay (a sinistra), con James Yaffe nel 1943.

Ellery Queen è il più famoso degli pseudonimi assunti da Frederick Dannay e Manfred Bennington Lee, scrittori di letteratura poliziesca e inventori del detective omonimo.
Frederick Dannay (nato Daniel Nathan, New York, 20 ottobre 1905 – New York, 3 settembre 1982) e Manfred Bennington Lee (nato Manford Lepovski, New York, 11 gennaio 1905 – Roxbury, 3 aprile 1971) erano due cugini newyorkesi, figli di ebrei polacchi e cresciuti a Brooklyn, che nel corso della loro carriera letteraria scrissero anche con lo pseudonimo di Barnaby Ross; a partire dagli anni sessanta il nome "Ellery Queen" divenne una sorta di franchise per romanzi apocrifi autorizzati da Dannay e Lee. La produzione di tali apocrifi terminò tuttavia con la morte di Lee nel 1971, in quanto Dannay, che morì 11 anni più tardi, non era più interessato a portare avanti il nome.
Complessivamente, a firma Ellery Queen, sono stati pubblicati circa 40 romanzi e altre raccolte in un arco temporale che va dal 1929 (primo romanzo con Ellery Queen protagonista, La poltrona n. 30) fino al 1972, (La prova del nove), dopo la morte di Lee.
Il personaggio fu creato in occasione del concorso indetto da una rivista per la migliore opera prima poliziesca, da premiare con la pubblicazione. Dannay e Lee decisero di inviare un lavoro firmato con lo stesso nome dato al loro personaggio e vinsero, ma prima che il loro romanzo potesse venir pubblicato, la testata fu ceduta a un altro proprietario, il quale preferì pubblicare il romanzo di un altro concorrente. I due non si persero d'animo e inviarono il loro romanzo, (La poltrona n. 30, The Roman Hat Mystery, 1929) a vari editori, fino ad essere pubblicati da Stokes.
Il personaggio divenne così famoso che i suoi autori decisero di fondare la rivista Ellery Queen Mistery Magazine (in Italia I Gialli di Ellery Queen, Garzanti 1951-1955, in seguito La rivista di Ellery Queen, Mondadori), considerata a lungo una delle più autorevoli pubblicazioni di letteratura poliziesca in lingua inglese.

## Il personaggio
Ellery è un giovane giallista nonché investigatore dilettante dalla mente lucida e analitica, laureato all'Università Harvard e interessato al crimine solo per curiosità (infatti non guadagna nulla dalla sua attività di investigatore). Suo padre Richard Queen, di origine irlandese, è ispettore capo della squadra Omicidi della polizia di New York. Nei romanzi, è proprio Ellery ad aiutare suo padre nelle indagini.
La poltrona n. 30 definì subito il paradigma dei lavori successivi: un crimine insolito, prove spesso contrastanti, la presenza di Richard Queen e del sergente Velie, la messa a disposizione di tutti gli elementi utili a scoprire il colpevole e la conseguente “sfida al lettore” che precede la soluzione del caso.
Se dal padre Richard, irlandese con i piedi per terra, Ellery eredita l'interesse verso il crimine, alla madre scomparsa deve l'intelligenza critica, l'aspetto un po' snob e soprattutto il non dover lavorare per mantenersi. Gli autori si ispirarono alla figura di Philo Vance, ma se l'atteggiamento di Ellery Queen nei primi romanzi era parte essenziale del personaggio (si concedeva anche qualche avventura galante di tanto in tanto), egli lo perse via via, tanto che in seguito la sua presenza nei romanzi sarà giustificata solo dal suo ruolo di risolutore, senza aggiungere altro colore alle vicende.
Nei primi romanzi erano presenti introduzioni firmate da un amico di Ellery, “J.J. McC.”. Secondo queste introduzioni, i fatti narrati nei romanzi risalivano a diversi anni prima ed Ellery e suo padre si erano nel frattempo ritirati e trasferiti in Italia, vicino a Fiesole, dove Ellery si era sposato ed era padre di una bambina. Anche questo aspetto era ripreso dai romanzi di Van Dine, nei quali si affermava che il protagonista Philo Vance era andato a vivere in Italia al termine della sua collaborazione con la polizia di New York. Questa soluzione narrativa venne gradualmente abbandonata e nelle opere successive ai primi anni trenta si diede per scontato che Ellery continuasse a vivere a New York, in una casa sulla 87ª Strada Ovest, e che suo padre Richard continuasse ad essere a capo della squadra omicidi.
Nel romanzo Colpo di grazia viene detto che Ellery Queen è nato nel 1905. La sua data di nascita dovrebbe collocarsi tra il 22 maggio e il 21 giugno, poiché si afferma che è del segno dei Gemelli.
Ellery Queen arrivò in Italia negli anni trenta, pubblicato nella collana dei Gialli Mondadori, incontrando subito consenso tra gli appassionati del genere.

## Il ciclo di Drury Lane
Ellery Queen non fu l'unico pseudonimo usato da Dannay e Lee: nel 1932 infatti, con il nome di Barnaby Ross, i due cugini crearono il personaggio di Drury Lane, (il cui nome allude all'omonima via londinese, sede di due famosi teatri), un affascinante attore shakespeariano affetto da sordità ma dalle grandi doti investigative, che appare in quattro romanzi.
Già dalla seconda edizione, la paternità di questi romanzi fu assegnata a Ellery Queen. Per un certo periodo, negli anni trenta, i due cugini si divertirono a partecipare (camuffati) a dibattiti in pubblico nei quali uno dei due si presentava con lo pseudonimo di Ellery Queen e l'altro di Barnaby Ross.
I romanzi che hanno come protagonista Drury Lane costituiscono un ciclo unitario ed autoconclusivo, in cui Ellery Queen sperimenta vari sottogeneri del romanzo giallo, con caratteristiche che verranno poi riprese nei successivi romanzi dell'omonimo detective.
L'iniziale La tragedia di X (1932), è il più affine ai classici gialli che hanno come protagonista lo stesso Ellery Queen, affrontando, con alcune varianti, la tematica del delitto "a camera chiusa", qui rappresentato da una serie di omicidi che avvengono, rispettivamente, su di un autobus, in un battello e su un treno. Vengono qui definite le caratteristiche essenziali dello stesso Drury Lane, dell'ispettore Thumm, del Procuratore Bruno e del medico legale Schilling, che compariranno anche nei due successivi romanzi del ciclo.
Il secondo romanzo del ciclo, La tragedia di Y (1932), tratta di omicidi avvenuti in ambito familiare, precorrendo tematiche che lo stesso Ellery Queen affronterà nei romanzi del ciclo di Wrightsville, come Il paese del maleficio e Dieci incredibili giorni, con l'analisi della psicologia dei vari personaggi e dei loro rapporti reciproci. La vicenda è ambientata a pochi mesi di distanza dai fatti relativi a La tragedia di X.
Nel terzo romanzo del ciclo, La tragedia di Z (1933), ambientato a circa dieci anni dai romanzi precedenti, viene introdotto il personaggio di Patience Thumm, figlia dell'ispettore Thumm, caratterizzato da spiccate qualità investigative. Di fatto, Patience Thumm diviene coprotagonista del ciclo, mentre Drury Lane svolge un ruolo maggiormente passivo, anche a causa dell'età avanzata. L'intreccio giallo passa in secondo piano, mentre vengono delineate in maniera sempre più profonda le psicologie dei vari personaggi coinvolti nella storia.
Il quarto romanzo del ciclo, Cala la tela (1933), si svolge successivamente al precedente. Drury Lane è ormai anziano e malato, con Patience Thumm sempre più protagonista dell'intreccio, sia sotto l'aspetto investigativo che psicologico. La conclusione del libro mette fine al ciclo stesso dei quattro romanzi, lasciando tuttavia irrisolti alcuni punti focali della storia. Viene sostanzialmente messa in crisi la razionalità che caratterizzava tutti i precedenti romanzi di Ellery Queen.
"In effetti i due cugini (...) rimasero invischiati in una disputa legale con la Viking, la casa editrice che pubblicava la serie di Lane. Nel periodo in cui avevano appena completato il quarto romanzo con Drury Lane, Dannay e Lee stavano per lanciare la loro nuova e ambiziosa rivista mensile Mystery League. (...) Una delle storie che scelsero per il loro primo numero (Ottobre 1933) senza rendersi conto delle conseguenze contrattuali della loro decisione, fu il loro romanzo appena terminato Drury Lane's Last Case, che così divenne disponibile, completo e in versione integrale, a qualsiasi lettore con un quarto di dollaro da spendere nella sua edicola preferita. I dirigenti della Viking divennero comprensibilmente arrabbiati a fronte di questa concorrenza non autorizzata, sebbene non volontaria, con l'edizione rilegata da 2 dollari che stavano per pubblicare. I cugini furono costretti ad accettare alcune revisioni estremamente sfavorevoli nelle clausole sui diritti del loro contratto con Viking, e l'aspra disputa che ne seguì li convinse che, dal momento che Drury Lane era morto, tanto valeva che restasse nella sua tomba.

## La ditta “Ellery Queen”

Francobollo di San Marino (1976)

Non tutti i romanzi firmati Ellery Queen (inteso come scrittore) hanno come protagonista l'omonimo investigatore; anzi, dal 1961 al 1971, anno della morte di Manfred Lee, uscirono numerosi romanzi, anche con stile diversissimo tra loro (influenzati da altri scrittori come Raymond Chandler ed Ed McBain, esponenti di uno stile poliziesco più orientato all'azione che al procedimento logico-induttivo), che autorizzarono la supposizione, rivelatasi poi esatta, che “Ellery Queen” fosse diventato un marchio di fabbrica o, meglio, un gruppo di lavoro aperto anche ad altri scrittori.
Sin dagli anni '40 Dannay e Lee avevano ingaggiato dei ghostwriters a cui affidare la scrittura di alcuni romanzi destinati ad un pubblico giovanile e firmati "Ellery Queen Jr" oppure l'adattamento di radiodrammi, tuttavia i problemi di salute di Lee, accompagnati da un blocco psicologico alla scrittura ebbero come conseguenza un cambiamento della produzione letteraria firmata Ellery Queen.
Pertanto, a partire dal 1958, anno del romanzo Colpo di grazia - che avrebbe dovuto essere l'ultimo della serie di gialli classici con il personaggio Ellery Queen - le pubblicazioni firmate "Ellery Queen" si possono dividere in quattro gruppi:
1. Romanzi con Ellery Queen, scritti dalla coppia e senza le prove di intervento di ghostwriters
2. Romanzi con Ellery Queen, scritti in tutto o in parte da ghostwriters, su soggetto e revisione di Lee/Dannay
3. Romanzi hardboiled o gialli classici (senza il personaggio Ellery Queen), scritti da ghostwriters commissionati e rivisti dal solo Lee (fino al 1971)
4. La rivista Ellery Queen's Mystery Magazine (EQMM), a cura di Dannay (fino al 1982).

Del terzo gruppo fanno quindi parte i romanzi L'eredità che scotta (Dead Man's Tale, 1961) o Il seme della follia (The Madman Theory, 1966), mentre Bentornato, Ellery! (The Player on The Other Side, 1963), un giallo classico, che segnava dopo cinque anni il ritorno del personaggio di Ellery Queen, appartiene al secondo gruppo, dato che fu scritto dallo scrittore di fantascienza Theodore Sturgeon.
Appartengono al terzo gruppo anche la serie di romanzi in cui appare un nuovo personaggio, l'ispettore Tim Corrigan, protagonista di sei romanzi (quattro dei quali scritti da Richard Deming) tra cui C'è chi spia, c'è chi uccide (Who Spies, Who Kills?, 1966), Indovina chi viene a ucciderti (Guess Who's Coming to Kill You, 1968) e Frontiera maledetta (Kiss And Kill, 1970). Il personaggio di Tim Corrigan si muove in una zona oscura tra crimine comune, delitto politico e trame internazionali, tanto che, per la prima volta, la Mondadori non li pubblicò nei famosi Gialli ma nella collana di spionaggio Segretissimo (C'è chi spia, c'è chi uccide e Indovina chi viene a ucciderti). Un secondo ciclo con personaggio fisso narra invece le avventure di Mike McCall, assistente speciale del governatore Sam Holland, e protagonista di tre romanzi (scritti rispettivamente da Deming, Gil Brewer e Edward D. Hoch).
Fin dal 1938 Dannay e Lee scrivevano sceneggiature per il cinema, cosa questa che aveva indotto una lenta ma irreversibile trasformazione dei personaggi e delle storie: abbandonato lo schema logico-formale delle prime “sfide al lettore”, la trama iniziò a coinvolgere anche aspetti psicologici decisivi ai fini della risoluzione dei casi. Non mancarono anche riferimenti a misticismo, simbolismo religioso e occultismo negli ultimi romanzi degli anni sessanta, in cui comunque il personaggio di Ellery Queen era ormai diversissimo da quello che i primi lettori avevano conosciuto. Questa commistione tra razionalismo e simbolismo mistico-religioso causò molte critiche agli autori, anche se è necessario ricordare che gli ultimi romanzi con protagonista Ellery Queen, malgrado fossero progettati dettagliatamente e interamente da Dannay, furono in gran parte scritti da altri autori.
La pubblicazione degli apocrifi hard-boiled fu una iniziativa del solo Manfred Lee, morto nel 1971. Dopo il 1972, anno della pubblicazione di A Fine and Private Place e The Blue Movie Murders (scritto da Edward D. Hoch e rivisto da Dannay) non apparvero né romanzi "originali" con Ellery Queen né romanzi apocrifi hard-boiled, dato che Dannay si dedicò esclusivamente alla pubblicazione della rivista EQMM.
Un ultimo romanzo, classico e "originale", The Tragedy of Errors, fu concepito e portato avanti dal solo Dannay, scomparso nel 1982, ma non assunse mai una forma definitiva e fu pubblicato postumo, ancora allo stato embrionale.
Nel 1961 ad Ellery Queen fu assegnato il premio "Grand Master" dei Mystery Writers of America.

## Ellery Queen alla radio e sullo schermo
I romanzi di Ellery Queen furono adattati per la radio e la televisione.
Dal 1939 al 1948 i tre maggiori network statunitensi trasmisero il programma radiofonico The Adventures Of Ellery Queen. Negli anni cinquanta prima la DuMont Television, poi la ABC, poi di nuovo la DuMont trasmisero le versioni televisive: The Adventures of Ellery Queen (1950-1952) e The Further Adventures of Ellery Queen (1958-1959), con vari attori nella parte del protagonista: prima Lee Hart, che dopo la sua morte venne rimpiazzato da Lee Bowman, poi Hugh Marlowe, George Nader e, infine, Lee Phillips.
Un film-TV del 1971 intitolato Ellery Queen: Don't Look Behind You fu interpretato da Peter Lawford.
Infine, nella stagione televisiva 1975/76, apparve la serie Ellery Queen, con Jim Hutton nella parte di Ellery e David Wayne nella parte di Richard Queen, che fu trasmessa in Italia nel 1979.

## Opere

### Romanzi firmati Ellery Queen

#### Il periodo 1929-1958
- La poltrona n. 30 (The Roman Hat Mystery, 1929)
- Sorpresa a mezzogiorno (The French Powder Mystery, 1930)
- Un paio di scarpe (The Dutch Shoe Mystery, 1931)
- L'affare Khalkis (The Greek Coffin Mystery, 1932)
- Il mistero delle croci egizie (The Egyptian Cross Mystery, 1932)
- Ventimila hanno visto[8] (The American Gun Mystery, 1933)
- Il caso dei fratelli siamesi (The Siamese Twin Mystery, 1933)
- Il delitto alla rovescia (The Chinese Orange Mystery, 1934)
- Il mistero di Capo Spagna (The Spanish Cape Mystery, 1935)
- La casa delle metamorfosi (Halfway House, 1936)
- La porta chiusa (The Door Between, 1937)
- Hollywood in subbuglio (The Devil To Pay, 1938)
- Quattro di cuori (The Four of Hearts, 1938)
- I denti del drago (The Dragon's Teeth, 1939)
- Il paese del maleficio (Calamity Town, 1942)
- Una volta c'era una vecchia (There Was An Old Woman, 1943)
- L'assassino è tra noi (The Murderer Is A Fox, 1945)
- Dieci incredibili giorni (Ten Days' Wonder, 1948)
- Il gatto dalle molte code (Cat of Many Tails, 1949)
- Il rovescio della medaglia (Double, Double, 1950)
- L'origine del male (The Origin of Evil, 1951)
- Il re è morto (The King Is Dead, 1952)
- Le lettere scarlatte (The Scarlet Letters, 1953)
- Il villaggio di vetro (The Glass Village, 1954)[9]
- Complimenti, Mr. Queen (Inspector Queen's Own Case, 1956)[10]
- Colpo di grazia (The Finishing Stroke, 1958)[11]

#### Il periodo 1963-1972
- Bentornato, Ellery! (The Player on The Other Side, finalista Edgar Award 1964, 1963)[12]
- ...e l'ottavo giorno... (…And On The Eighth Day…, 1964)[13]
- Il quarto lato del triangolo (The Fourth Side of The Triangle, 1965)[14]
- Uno studio in nero (A Study In Terror, 1966)[15]
- Ellery Queen e la parola chiave (Face To Face, 1967)
- La febbre dell'ottone (The House of Brass, 1968)[16]
- Disertore di coscienza (Cop Out, 1969)[17]
- L'ultima donna nella sua vita (The Last Woman In His Life, 1970)
- La prova del nove (A Fine and Private Place, 1972)

### Romanzi firmati Barnaby Ross
In Italia tutti i romanzi in cui compare Drury Lane sono usciti a firma Ellery Queen.
- La tragedia di X (The Tragedy Of X, 1932)
- La tragedia di Y (The Tragedy Of Y, 1932)
- La tragedia di Z (The Tragedy Of Z, 1933)
- Cala la tela (Drury Lane's Last Case, 1933)

### Romanzi e racconti apocrifi con Ellery Queen
Nel periodo 1940-1949 apparvero alcune opere con Ellery Queen tratte da film e radiodrammi. Non si tratta di opere originali dei cugini Dannay e Lee, anche se i due hanno partecipato alla definizione delle trame.
- Ellery Queen e il mistero dell'attico (The Penthouse Mystery, 1941), adattamento letterario del film Ellery Queen's Penthouse Mystery del 1941
- Ellery e la salma inquieta (Ellery Queen, Master Detective oppure The Vanishing Corpse, 1941), adattamento letterario del film Ellery Queen, Master Detective del 1940
- L'avventura del milionario assassinato (The Murdered Millionaire, 1941), adattamento letterario di un radiodramma
- Il club dell'ultimo uomo (The Last Man Club, 1941), adattamento letterario del radiodramma The Adventure of the Last Man Club del 1939
- Ellery e il delitto perfetto (The Perfect Crime, 1942), adattamento letterario del film Ellery Queen and the Perfect Crime del 1941

### Romanzi apocrifi firmati Ellery Queen
Dopo la pubblicazione di Colpo di grazia nel 1958, che nelle intenzioni dei due cugini avrebbe dovuto essere l'ultimo romanzo con la firma Ellery Queen, Frederic Dannay si dedicò alla rivista Ellery Queen Mystery Magazine, mentre Manfred B. Lee decise di iniziare la pubblicazione di romanzi hard-boiled a firma Ellery Queen e da affidare a diversi scrittori che non sarebbero apparsi come gli autori dei romanzi. Le pubblicazioni di questi apocrifi cessarono subito dopo la morte di Manfred B. Lee nel 1971.
- L'eredità che scotta (Dead Man's Tale, 1961), di Stephen Marlowe
- Alta infedeltà (Death Spins The Platter, 1962), di Richard Deming
- Movente per un omicidio (Murder With A Past, 1963), di Talmage Powell
- Dopo la folgore (Wife Or Death, 1963), di Richard Deming
- Assassinio su ricetta (Kill As Directed, 1963), di Henry Kane
- Safari per una lolita (The Last Score, 1964), di Charles W. Runyon
- Confessa o morirai (The Four Johns, 1964), di Jack Vance
- Masters non ci vede chiaro (Blow Hot, Blow Cold, 1964), di Fletcher Flora
- Lo zio buonanima (The Golden Goose, 1965), di Fletcher Flora
- Una stanza per morirci (A Room To Die, 1965), di Jack Vance
- Poliziotto di ventura (The Killer Touch, 1965), di Charles W. Runyon
- La catena al piede (Beware The Young Stranger, 1965), di Talmage Powell
- Mirate al cuore (The Copper Frame, 1965), di Richard Deming
- Colpo di manovella (Shoot the Scene, 1966), di Richard Deming
- Il seme della follia (The Madman Theory, 1966), di Jack Vance
- Centomila dollari di disonore (Losers, Weepers, 1966), di Richard Deming
- Bianca come cadavere (Where Is Bianca?, 1966), di Talmage Powell
- Occhio al sultano, Corrigan! (Why So Dead?, 1966), di Richard Deming
- La ricetta del diavolo (The Devil's Cook, 1966), di Fletcher Flora
- Da questa parte si muore (Which Way To Die?, 1967), di Richard Deming
- C'è chi spia, c'è chi uccide (Who Spies, Who Kills?, 1967), di Talmage Powell[20]
- Come va il delitto? (How Goes The Murder?, 1967), di Richard Deming
- Indovina chi viene a ucciderti (Guess Who's Coming to Kill You, 1968), di Walt Sheldon[20]
- Buio dopo buio (What's In The Dark?, 1968), di Richard Deming
- Vietato vietare (The Campus Murders, 1969), di Gil Brewer
- Frontiera maledetta (Kiss And Kill, 1970), di Charles W. Runyon
- Vietato essere neri (The Black Hearts Murder, 1970), di Richard Deming
- Vietato essere uomini (The Blue Movie Murders, 1972), di Edward Hoch

### Raccolte di racconti
- Le avventure di Ellery Queen (The Adventures of Ellery Queen, 1934)
- Le nuove avventure di Ellery Queen (The New Adventures of Ellery Queen, 1940)
- Il calendario del delitto (Calendar of Crime, 1952)
  - La bambola del delfino (The Adventure of The Dauphin's Doll, 1948)
- Agenzia Investigativa Ellery Queen (Q.B.I. - Queen's Bureau of Investigation, 1955)
- Full di Queen (Queen's Full, 1966)
  - La morte di Don Juan (The Death of Don Juan, 1962)
  - L'eredità Wrightsville (The Wrightsville Heirs, 1956)
  - Il caso Carroll (The Case Against Carroll, 1958)
  - E = Delitto (E = Murder, 1960)
  - Fuochi verdi (Diamonds in Paradise, 1954)
- Esperimenti deduttivi di Ellery Queen (QED - Queen's Experiments In Detection, 1968)
- The Best of Ellery Queen (1985, racconti precedentemente fuori raccolta)
- The Tragedy of Errors (1999, comprende un romanzo inedito, completo nella trama ma ancora in fase di lavorazione, alcuni racconti e testi sparsi, oltre alle testimonianze di molti colleghi di Dannay e Lee)
- Le falene assassinate e altri delitti (The Adventure of the Murdered Moths and Other Radio Mysteries 2005, raccolta di originali radiofonici)

### Antologie che contengono loro racconti
- Gli eroi dell'ombra. Antologia della letteratura di spionaggio, Arnoldo Mondadori Editore, 1981, con il racconto MIX C